# Los cipreses
Los cipreses es una pintura del pintor holandés Vincent van Gogh. Pintó la obra en junio de 1889 y la retocó nuevamente en febrero de 1890. Está pintada al óleo sobre lienzo y mide 92 x 73 cm.
En junio de 1889, Van Gogh se centró en los cipreses de los campos de trigo alrededor de Saint-Rémy-de-Provence. Pintó dos lienzos, de los cuales envió la versión más exitosa a su hermano Theo; el otro se lo guardó para sí mismo.
Después de que el lienzo estuviera en su estudio en Saint-Rémy durante casi un año, Van Gogh vio un artículo entusiasta sobre el lienzo en febrero de 1890 del crítico de arte francés Gabriel-Albert Aurier. Van Gogh quería devolver el favor y decidió regalar el lienzo a Aurier después de haberlo reelaborado por primera vez.

En 1914 los herederos de Aurier renunciaron al lienzo en favor de Helene Kröller-Müller; el lienzo todavía permanece en la colección del museo Los cipreses (F620)
- Datos: Q24024027
- Multimedia: Cypresses with two figures (F620) / Q24024027